# Oryzopsis hilariae
Oryzopsis hilariae är en gräsart som först beskrevs av V.K. Pazij, och fick sitt nu gällande namn av Bhagwati Prasad Uniyal. Oryzopsis hilariae ingår i släktet Oryzopsis och familjen gräs. Inga underarter finns listade i Catalogue of Life.